# Albert Bonet i Marrugat
Albert Bonet i Marrugat (Vilafranca del Penedès, 22 de febrer de 1894 - Cornellà de Llobregat, 23 de juny de 1974) fou un eclesiàstic i escriptor català. És conegut per ser el fundador de la Federació de Joves Cristians de Catalunya i ser-ne consiliari general des de la seva fundació en 1931 fins al 1936. En 1995 fou creada la Fundació Dr. Albert Bonet per donar a conèixer la seva vida, valors i obra.

## Biografia
Doctorat en teologia en 1917 i en filosofia en 1930, durant la Segona República fundà la Federació de Joves Cristians de Catalunya, que ràpidament comptà amb milers de seguidors tot i la competència amb l'Acció Catòlica espanyola, que no arribà a arrelar a Catalunya en detriment de la primera. En fou consiliari general fins al 1936, quan l'esclat de la Guerra Civil el feu emigrar a Roma a bord del vaixell italià Tevere amb l'ajuda de la Generalitat de Catalunya. Posteriorment es refugià a Pamplona i en 1945 fou nomenat secretari de la direcció central de la Junta Nacional d'Acció Catòlica espanyola. En 1948 fou canonge de Barcelona. Durant la preparació del Segon concili del Vaticà ocupà la posició d'expert en la comissió pontifícia de l'apostolat seglar i col·laborà en les primeres redaccions de Gaudium et Spes. El 1963 dimití tots els càrrecs i retornà a Barcelona.

## Obres destacades[2]
- Doctrina de Suárez sobre la libertad (1927)
- La conciencia moral del niño (1927)
- La doctrina sobre la libertad en las controversias (1931)
- De auxiliis del siglo XVI (1931)
- Un viatge de cara als joves (1931)
- El que és i espera ésser la Federació de Joves Cristians de Catalunya (1933)
- La Acción Católica antes y ahora (1960)